# Tour de Belgique 2014
La 84e édition du Tour de Belgique a lieu du 28 mai au 1er juin 2014. L'épreuve fait partie de l'UCI Europe Tour, dans la catégorie 2.HC.

## Présentation

### Équipes
Classé en catégorie 2.HC de l'UCI Europe Tour, le Tour de Belgique est par conséquent ouvert aux UCI ProTeams dans la limite de 70 % des équipes participantes, aux équipes continentales professionnelles, aux équipes continentales belges et à une équipe nationale belge.
| Équipes UCI ProTeams    | Équipes UCI ProTeams | Équipes UCI ProTeams |
| Nom de l'équipe         | Pays                 | Code                 |
| ----------------------- | -------------------- | -------------------- |
| Astana                  | Kazakhstan           | AST                  |
| Belkin                  | Pays-Bas             | BEL                  |
| BMC Racing              | États-Unis           | BMC                  |
| Giant-Shimano           | Pays-Bas             | GIA                  |
| Lotto-Belisol           | Belgique             | LTB                  |
| Omega Pharma-Quick Step | Belgique             | OPQ                  |

| Équipes continentales professionnelles | Équipes continentales professionnelles | Équipes continentales professionnelles |
| Nom de l'équipe                        | Pays                                   | Code                                   |
| -------------------------------------- | -------------------------------------- | -------------------------------------- |
| Androni Giocattoli-Venezuela           | Italie                                 | AND                                    |
| Cofidis                                | France                                 | COF                                    |
| IAM                                    | Suisse                                 | IAM                                    |
| Neri Sottoli                           | Italie                                 | NRI                                    |
| RusVelo                                | Russie                                 | RVL                                    |
| Topsport Vlaanderen-Baloise            | Belgique                               | TSV                                    |
| Wanty-Groupe Gobert                    | Belgique                               | WGG                                    |

| Équipes continentales                     | Équipes continentales | Équipes continentales |
| Nom de l'équipe                           | Pays                  | Code                  |
| ----------------------------------------- | --------------------- | --------------------- |
| 3M                                        | Belgique              | MMM                   |
| BKCP-Powerplus                            | Belgique              | BKP                   |
| Cibel                                     | Belgique              | CIB                   |
| Kwadro-Stannah                            | Belgique              | KWS                   |
| Vastgoedservice-Golden Palace Continental | Belgique              | VGS                   |
| Veranclassic-Doltcini                     | Belgique              | VER                   |
| Wallonie-Bruxelles                        | Belgique              | WBC                   |

### Règlement de la course

#### Primes
Les vingt prix sont attribués suivant le barème de l'UCI,
| Position           | 1er     | 2e      | 3e      | 4e      | 5e    | 6e    | 7e    | 8e    | 9e    | 10e à 20e |
| Classement général | 9 040 € | 4 515 € | 2 265 € | 1 140 € | 915 € | 675 € | 675 € | 450 € | 450 € | 230 €     |
| Par étape          | 3 615 € | 1 805 € | 905 €   | 455 €   | 365 € | 269 € | 269 € | 180 € | 180 € | 92 €      |

## Étapes
| Étape     | Date     | Villes étapes                                 |                             | Distance (km) | Vainqueur d’étape | Leader du classement général |
| --------- | -------- | --------------------------------------------- | --------------------------- | ------------- | ----------------- | ---------------------------- |
| 1re étape | 28 mai   | Lochristi - Buggenhout                        | Étape de plaine             | 173,6         | Tom Boonen        | Tom Boonen                   |
| 2e étape  | 29 mai   | Lierde - Knokke-Heist                         | Étape de plaine             | 170,4         | Tom Boonen        | Tom Boonen                   |
| 3e étape  | 30 mai   | Dixmude - Dixmude                             | Contre-la-montre individuel | 16,8          | Tony Martin       | Tony Martin                  |
| 4e étape  | 31 mai   | Lacs de l'Eau d'Heure - Lacs de l'Eau d'Heure | Étape de plaine             | 177,7         | André Greipel     | Tony Martin                  |
| 5e étape  | 1er juin | Oreye - Oreye                                 | Étape vallonnée             | 178,7         | Paul Martens      | Tony Martin                  |

## Déroulement de la course

### 1reétape
|    | Coureur             | Équipe                      |    | Temps           |
| -- | ------------------- | --------------------------- | -- | --------------- |
| 1  | Tom Boonen          | Omega Pharma-Quick Step     | en | 3 h 51 min 43 s |
| 2  | André Greipel       | Lotto-Belisol               | +  | m.t             |
| 3  | Theo Bos            | Belkin                      |    | m.t             |
| 4  | Jonas Ahlstrand     | Giant-Shimano               |    | m.t             |
| 5  | Andrea Guardini     | Astana                      |    | m.t             |
| 6  | Danilo Napolitano   | Wanty-Groupe Gobert         |    | m.t             |
| 7  | Francesco Chicchi   | Neri Sottoli                |    | m.t             |
| 8  | Michael Van Staeyen | Topsport Vlaanderen-Baloise |    | m.t             |
| 9  | Sascha Weber        | Veranclassic-Doltcini       |    | m.t             |
| 10 | Gert Steegmans      | Omega Pharma-Quick Step     |    | m.t             |

|    | Coureur           | Équipe                  |    | Temps           |
| -- | ----------------- | ----------------------- | -- | --------------- |
| 1  | Tom Boonen        | Omega Pharma-Quick Step | en | 3 h 51 min 33 s |
| 2  | André Greipel     | Lotto-Belisol           | +  | 4 s             |
| 3  | Theo Bos          | Belkin                  |    | 6 s             |
| 4  | Niki Terpstra     | Omega Pharma-Quick Step |    | 7 s             |
| 5  | Greg Van Avermaet | BMC Racing              |    | 8 s             |
| 6  | Jan Bakelants     | Omega Pharma-Quick Step |    | 9 s             |
| 7  | Jonas Ahlstrand   | Giant-Shimano           |    | 10 s            |
| 8  | Andrea Guardini   | Astana                  |    | 10 s            |
| 9  | Danilo Napolitano | Wanty-Groupe Gobert     |    | 10 s            |
| 10 | Francesco Chicchi | Neri Sottoli            |    | 10 s            |

### 2eétape
|    | Coureur             | Équipe                      |    | Temps           |
| -- | ------------------- | --------------------------- | -- | --------------- |
| 1  | Tom Boonen          | Omega Pharma-Quick Step     | en | 3 h 49 min 33 s |
| 2  | Gert Steegmans      | Omega Pharma-Quick Step     | +  | m.t             |
| 3  | Theo Bos            | Belkin                      |    | m.t             |
| 4  | Michael Van Staeyen | Topsport Vlaanderen-Baloise |    | m.t             |
| 5  | Thor Hushovd        | BMC Racing                  |    | m.t             |
| 6  | Danilo Napolitano   | Wanty-Groupe Gobert         |    | m.t             |
| 7  | Louis Verhelst      | Cofidis                     |    | m.t             |
| 8  | Jonas Ahlstrand     | Giant-Shimano               |    | m.t             |
| 9  | Florian Sénéchal    | Cofidis                     |    | m.t             |
| 10 | Klaas Lodewyck      | BMC Racing                  |    | m.t             |

|    | Coureur             | Équipe                      |    | Temps           |
| -- | ------------------- | --------------------------- | -- | --------------- |
| 1  | Tom Boonen          | Omega Pharma-Quick Step     | en | 7 h 40 min 56 s |
| 2  | Theo Bos            | Belkin                      | +  | 12 s            |
| 3  | Gert Steegmans      | Omega Pharma-Quick Step     |    | 14 s            |
| 4  | André Greipel       | Lotto-Belisol               |    | 14 s            |
| 5  | Greg Van Avermaet   | BMC Racing                  |    | 15 s            |
| 6  | Niki Terpstra       | Omega Pharma-Quick Step     |    | 16 s            |
| 7  | Philippe Gilbert    | BMC Racing                  |    | 18 s            |
| 8  | Jan Bakelants       | Omega Pharma-Quick Step     |    | 19 s            |
| 9  | Michael Van Staeyen | Topsport Vlaanderen-Baloise |    | 20 s            |
| 10 | Danilo Napolitano   | Wanty-Groupe Gobert         |    | 20 s            |

### 3eétape

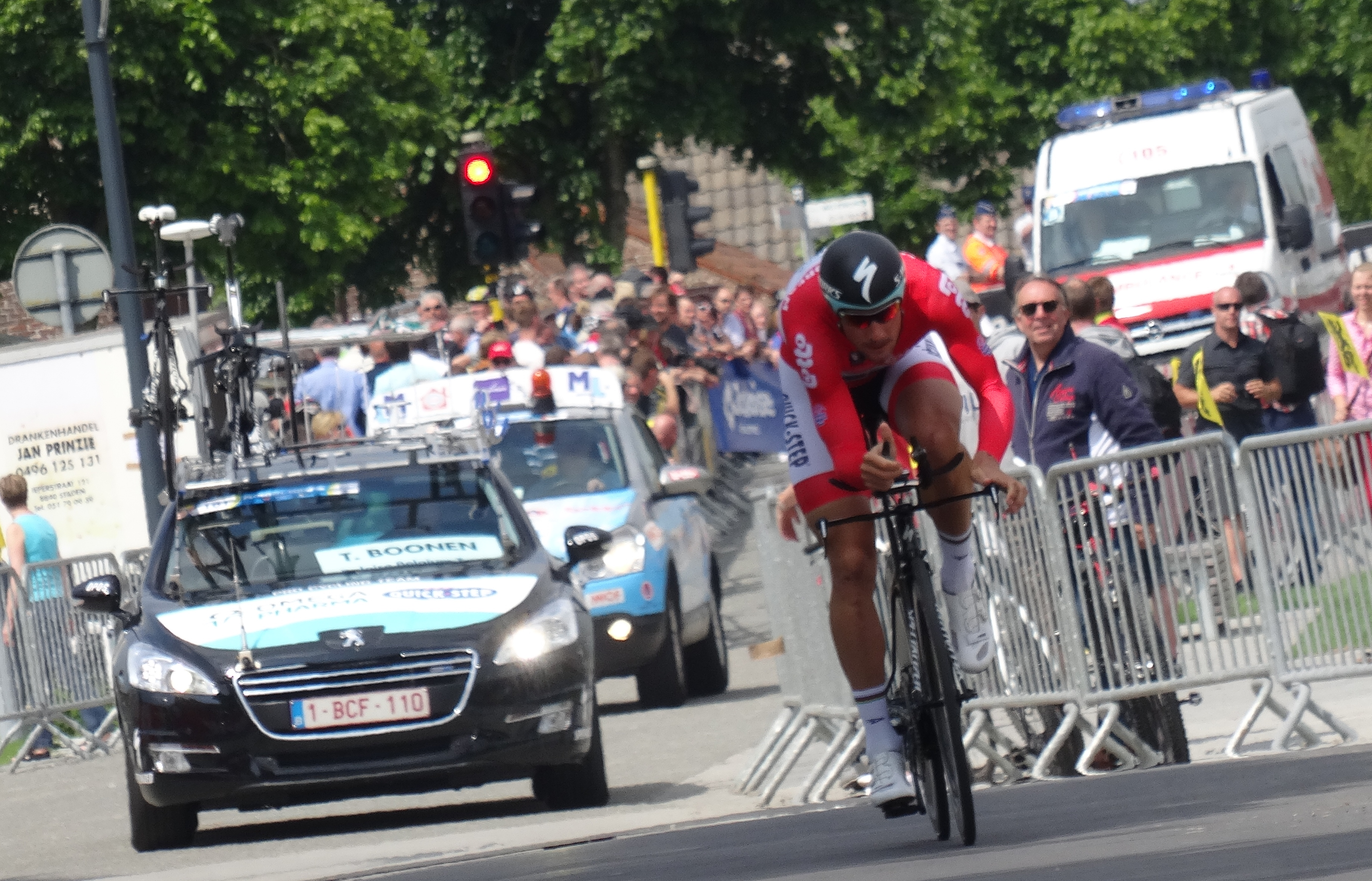
Tom Boonen lors du contre-la-montre individuel.

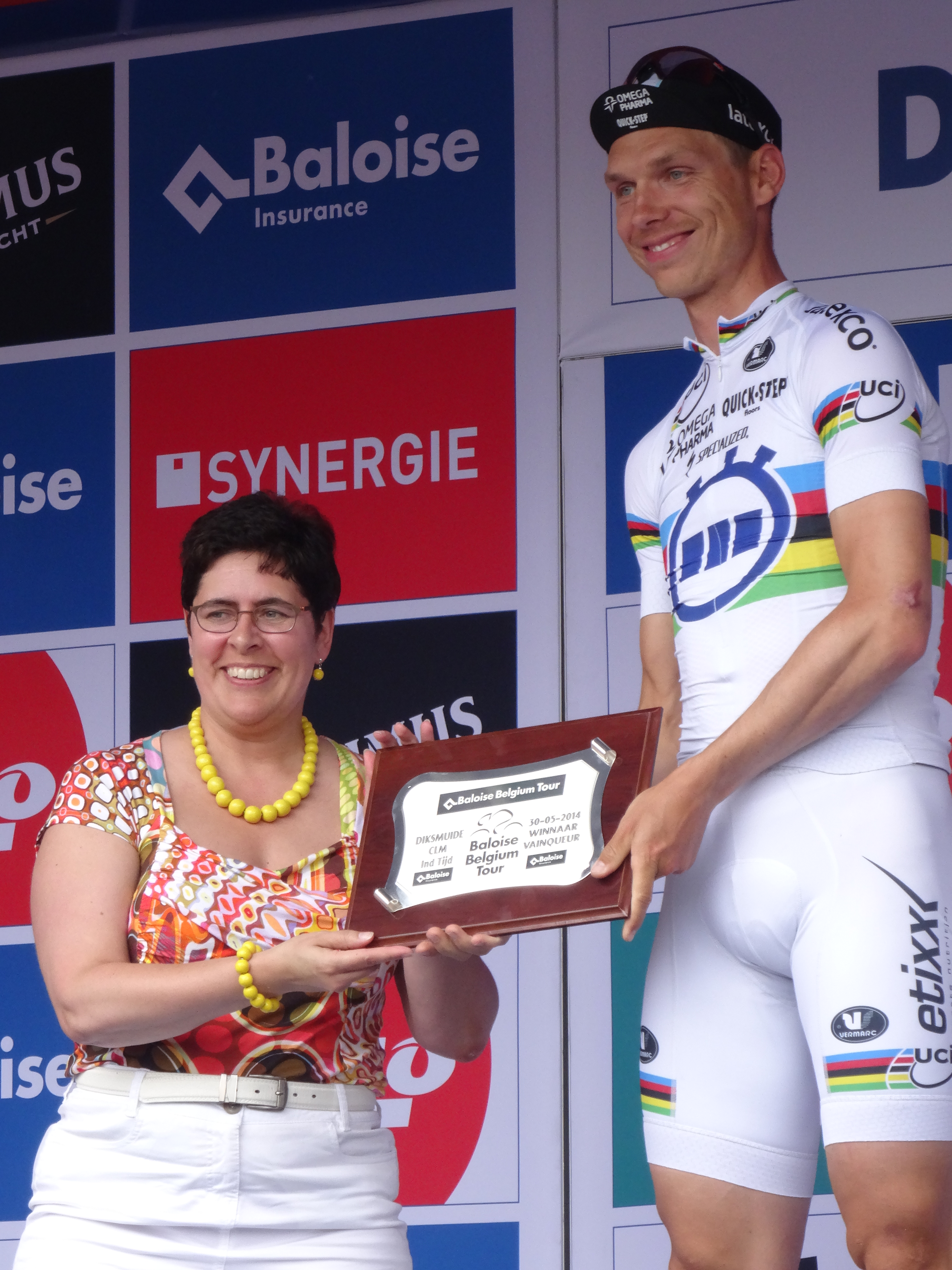
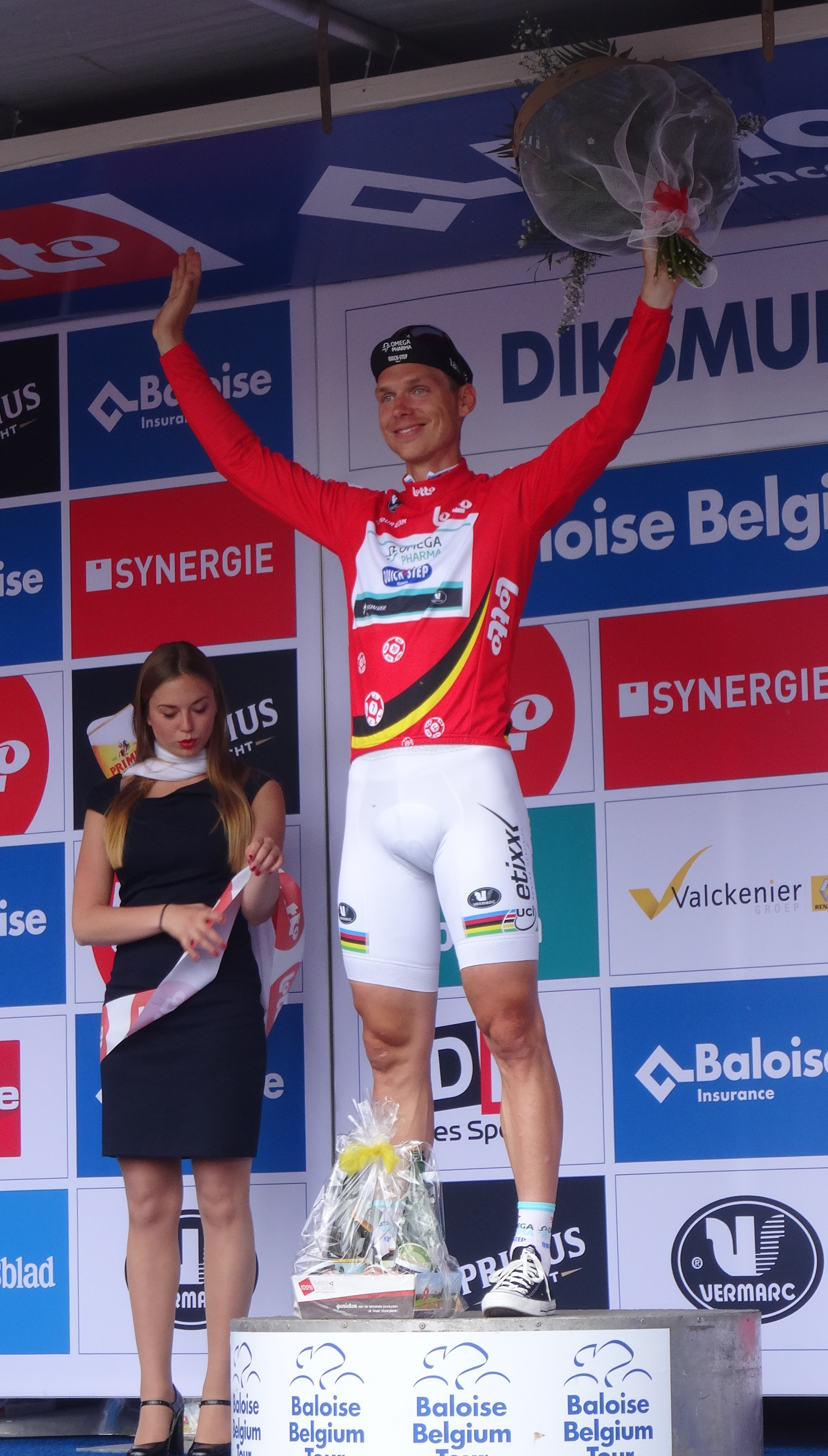
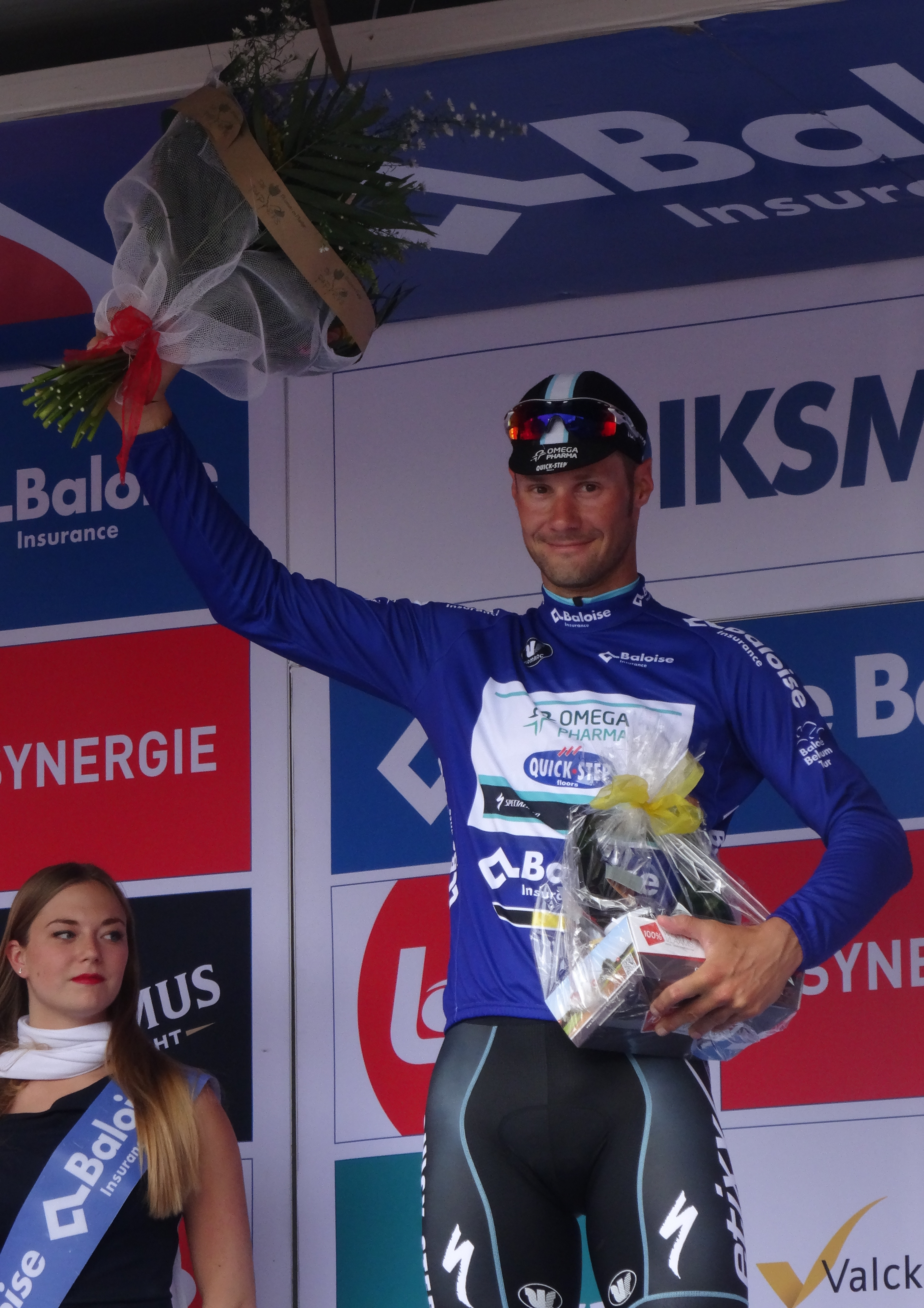
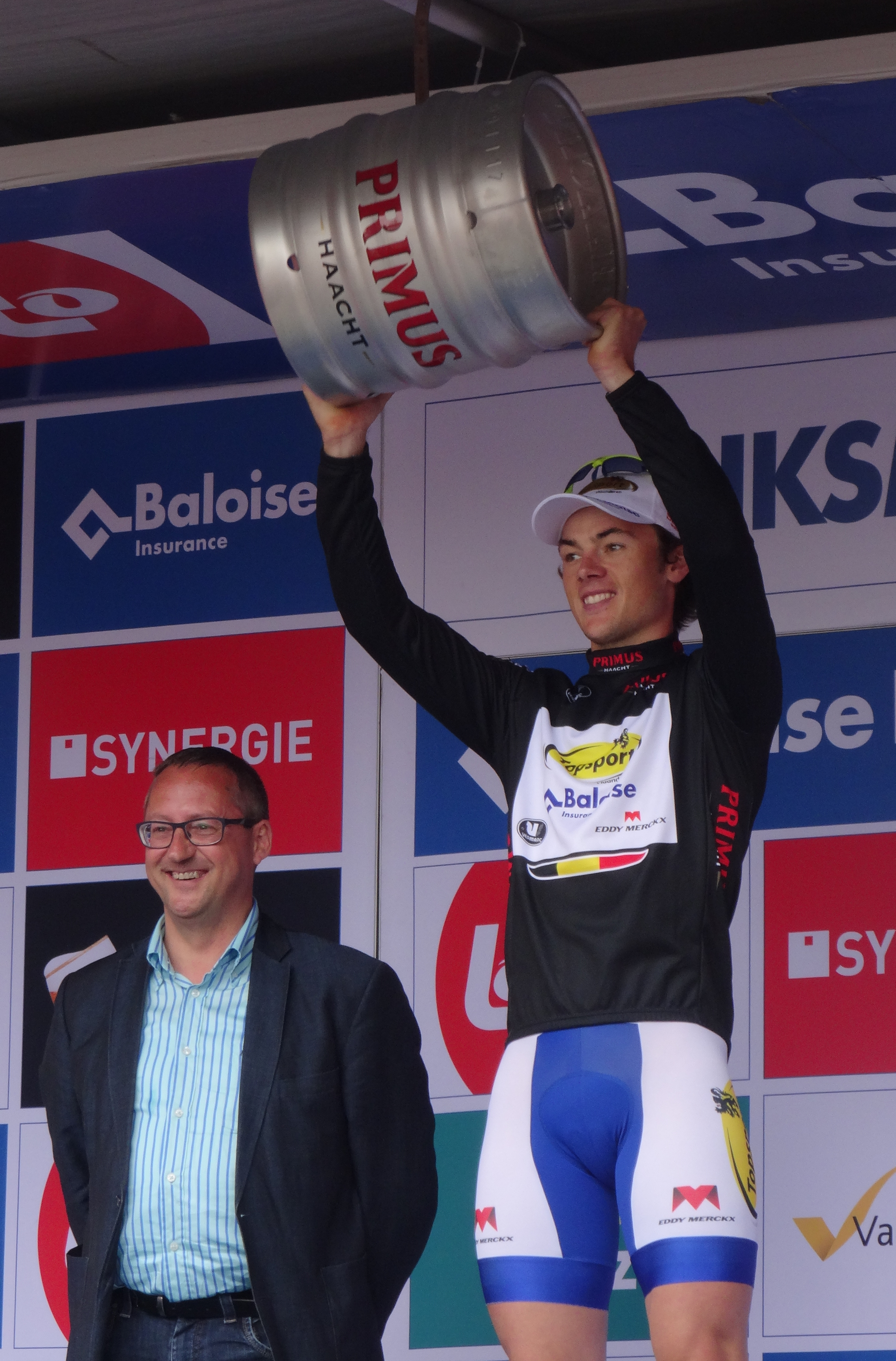
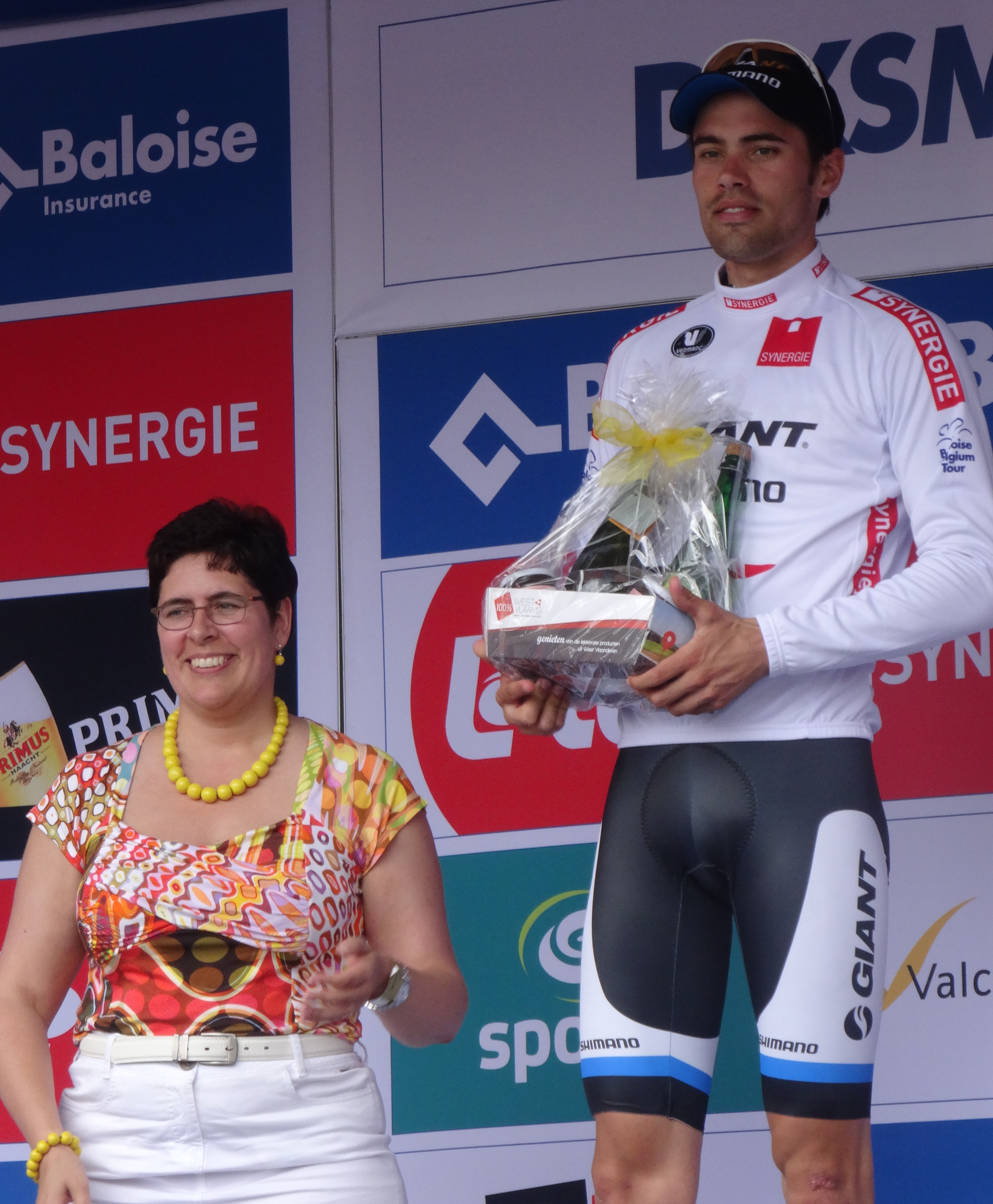

|    | Coureur          | Équipe                  |    | Temps       |
| -- | ---------------- | ----------------------- | -- | ----------- |
| 1  | Tony Martin      | Omega Pharma-Quick Step | en | 19 min 43 s |
| 2  | Tom Dumoulin     | Giant-Shimano           | +  | 16 s        |
| 3  | Sylvain Chavanel | IAM                     |    | 26 s        |
| 4  | Silvan Dillier   | BMC Racing              |    | 44 s        |
| 5  | Matthias Brändle | IAM                     |    | 47 s        |
| 6  | Philippe Gilbert | BMC Racing              |    | 48 s        |
| 7  | Cyril Lemoine    | Cofidis                 |    | 51 s        |
| 8  | Artem Ovechkin   | RusVelo                 |    | 51 s        |
| 9  | Chad Haga        | Giant-Shimano           |    | 53 s        |
| 10 | Reto Hollenstein | IAM                     |    | 56 s        |

|    | Coureur          | Équipe                  |    | Temps           |
| -- | ---------------- | ----------------------- | -- | --------------- |
| 1  | Tony Martin      | Omega Pharma-Quick Step | en | 8 h 00 min 59 s |
| 2  | Tom Dumoulin     | Giant-Shimano           | +  | 16 s            |
| 3  | Sylvain Chavanel | IAM                     |    | 26 s            |
| 4  | Philippe Gilbert | BMC Racing              |    | 46 s            |
| 5  | Matthias Brändle | IAM                     |    | 47 s            |
| 6  | Cyril Lemoine    | Cofidis                 |    | 51 s            |
| 7  | Artem Ovechkin   | RusVelo                 |    | 51 s            |
| 8  | Chad Haga        | Giant-Shimano           |    | 53 s            |
| 9  | Reto Hollenstein | IAM                     |    | 56 s            |
| 10 | Jan Ghyselinck   | Wanty-Groupe Gobert     |    | 56 s            |

### 4eétape
|    | Coureur                    | Équipe                      |    | Temps           |
| -- | -------------------------- | --------------------------- | -- | --------------- |
| 1  | André Greipel              | Lotto-Belisol               | en | 4 h 16 min 11 s |
| 2  | Roman Maikin               | RusVelo                     | +  | m.t             |
| 3  | Philippe Gilbert           | BMC Racing                  |    | m.t             |
| 4  | Mathieu van der Poel       | BKCP-Powerplus              |    | m.t             |
| 5  | Francesco Gavazzi          | Astana                      |    | m.t             |
| 6  | Belgique Kenneth Vanbilsen | Topsport Vlaanderen-Baloise |    | m.t             |
| 7  | Koen de Kort               | Giant-Shimano               |    | m.t             |
| 8  | Gerry Druyts               | 3M                          |    | m.t             |
| 9  | Greg Van Avermaet          | BMC Racing                  |    | m.t             |
| 10 | Sascha Weber               | Veranclassic-Doltcini       |    | m.t             |

|    | Coureur          | Équipe                  |    | Temps            |
| -- | ---------------- | ----------------------- | -- | ---------------- |
| 1  | Tony Martin      | Omega Pharma-Quick Step | en | 12 h 17 min 10 s |
| 2  | Tom Dumoulin     | Giant-Shimano           | +  | 16 s             |
| 3  | Sylvain Chavanel | IAM                     |    | 26 s             |
| 4  | Philippe Gilbert | BMC Racing              |    | 41 s             |
| 5  | Matthias Brändle | IAM                     |    | 47 s             |
| 6  | Cyril Lemoine    | Cofidis                 |    | 51 s             |
| 7  | Artem Ovechkin   | RusVelo                 |    | 51 s             |
| 8  | Reto Hollenstein | IAM                     |    | 56 s             |
| 9  | Jan Ghyselinck   | Wanty-Groupe Gobert     |    | 56 s             |
| 10 | Niki Terpstra    | Omega Pharma-Quick Step |    | 56 s             |

### 5eétape
|    | Coureur           | Équipe                      |    | Temps          |
| -- | ----------------- | --------------------------- | -- | -------------- |
| 1  | Paul Martens      | Belkin                      | en | 4 h 14 min 1 s |
| 2  | Francesco Gavazzi | Astana                      | +  | m.t            |
| 3  | Greg Van Avermaet | BMC Racing                  |    | m.t            |
| 4  | Niki Terpstra     | Omega Pharma-Quick Step     |    | m.t            |
| 5  | Kris Boeckmans    | Lotto-Belisol               |    | m.t            |
| 6  | Philippe Gilbert  | BMC Racing                  |    | m.t            |
| 7  | Gregory Henderson | Lotto-Belisol               |    | m.t            |
| 8  | Edward Theuns     | Topsport Vlaanderen-Baloise |    | m.t            |
| 9  | Marcel Meisen     | Kwadro-Stannah              |    | m.t            |
| 10 | Cyril Lemoine     | Cofidis                     |    | m.t            |

|    | Coureur           | Équipe                  |    | Temps            |
| -- | ----------------- | ----------------------- | -- | ---------------- |
| 1  | Tony Martin       | Omega Pharma-Quick Step | en | 16 h 31 min 11 s |
| 2  | Tom Dumoulin      | Giant-Shimano           | +  | 16 s             |
| 3  | Sylvain Chavanel  | IAM                     |    | 26 s             |
| 4  | Philippe Gilbert  | BMC Racing              |    | 38 s             |
| 5  | Matthias Brändle  | IAM                     |    | 47 s             |
| 6  | Cyril Lemoine     | Cofidis                 |    | 51 s             |
| 7  | Artem Ovechkin    | RusVelo                 |    | 51 s             |
| 8  | Jan Ghyselinck    | Wanty-Groupe Gobert     |    | 55 s             |
| 9  | Niki Terpstra     | Omega Pharma-Quick Step |    | 56 s             |
| 10 | Greg Van Avermaet | BMC Racing              |    | 57 s             |

## Classements finals

### Classement général
|    | Cycliste          | Pays      | Équipe                  |    | Temps            |
| -- | ----------------- | --------- | ----------------------- | -- | ---------------- |
| 1  | Tony Martin       | Allemagne | Omega Pharma-Quick Step | en | 16 h 31 min 11 s |
| 2  | Tom Dumoulin      | Pays-Bas  | Giant-Shimano           | +  | 16 s             |
| 3  | Sylvain Chavanel  | France    | IAM                     |    | 26 s             |
| 4  | Philippe Gilbert  | Belgique  | BMC Racing              |    | 38 s             |
| 5  | Matthias Brändle  | Autriche  | IAM                     |    | 47 s             |
| 6  | Cyril Lemoine     | France    | Cofidis                 |    | 51 s             |
| 7  | Artem Ovechkin    | Russie    | RusVelo                 |    | 51 s             |
| 8  | Jan Ghyselinck    | Belgique  | Wanty-Groupe Gobert     |    | 55 s             |
| 9  | Niki Terpstra     | Pays-Bas  | Omega Pharma-Quick Step |    | 56 s             |
| 10 | Greg Van Avermaet | Belgique  | BMC Racing              |    | 57 s             |

### Classements annexes
|   | Cycliste          | Équipe                  | Points |
| - | ----------------- | ----------------------- | ------ |
| 1 | Philippe Gilbert  | BMC Racing              | 100    |
| 2 | Greg Van Avermaet | BMC Racing              | 72     |
| 3 | Tom Boonen        | Omega Pharma-Quick Step | 60     |

|   | Cycliste         | Équipe        |    | Temps            |
| - | ---------------- | ------------- | -- | ---------------- |
| 1 | Tom Dumoulin     | Giant-Shimano | en | 16 h 31 min 27 s |
| 2 | Matthias Brändle | IAM           | +  | 31 s             |
| 3 | Florian Sénéchal | Cofidis       |    | 43 s             |

|   | Cycliste          | Équipe                      | Points |
| - | ----------------- | --------------------------- | ------ |
| 1 | Yves Lampaert     | Topsport Vlaanderen-Baloise | 36     |
| 2 | Frédéric Amorison | Wallonie-Bruxelles          | 26     |
| 3 | Marcel Aregger    | IAM                         | 24     |

|   | Équipe | Pays |   | Temps |
| - | ------ | ---- | - | ----- |
| 1 |        |      |   |       |
| 2 |        |      | + |       |
| 3 |        |      |   |       |

### UCI Europe Tour
Ce Tour de Belgique attribue des points pour l'UCI Europe Tour 2014, par équipes seulement aux coureurs des équipes continentales professionnelles et continentales, individuellement à tous les coureurs sauf ceux faisant partie d'une équipe ayant un label ProTeam.
| Position           | 1er | 2e | 3e | 4e | 5e | 6e | 7e | 8e | 9e | 10e | 11e | 12e | 13e | 14e | 15e |
| Classement général | 100 | 70 | 40 | 30 | 25 | 20 | 15 | 10 | 9  | 8   | 7   | 6   | 5   | 4   | 3   |
| Par étape          | 20  | 14 | 8  | 7  | 6  | 5  | 4  | 2  |    |     |     |     |     |     |     |
| Leader, par étape  | 10  |    |    |    |    |    |    |    |    |     |     |     |     |     |     |

## Évolution des classements
| Étape              | Vainqueur          | Classement général | Classement par points | Classement du meilleur jeune | Classement de la combativité | Classement par équipes  |
| ------------------ | ------------------ | ------------------ | --------------------- | ---------------------------- | ---------------------------- | ----------------------- |
| 1                  | Tom Boonen         | Tom Boonen         | Tom Boonen            | Jonas Ahlstrand              | Pieter Vanspeybrouck         | Omega Pharma-Quick Step |
| 2                  | Tom Boonen         | Tom Boonen         | Tom Boonen            | Jonas Ahlstrand              | Yves Lampaert                | Omega Pharma-Quick Step |
| 3                  | Tony Martin        | Tony Martin        | Tom Boonen            | Tom Dumoulin                 | Yves Lampaert                | Omega Pharma-Quick Step |
| 4                  | André Greipel      | Tony Martin        | Philippe Gilbert      | Tom Dumoulin                 | Yves Lampaert                | Omega Pharma-Quick Step |
| 5                  | Paul Martens       | Tony Martin        | Philippe Gilbert      | Tom Dumoulin                 | Yves Lampaert                |                         |
| Classements finals | Classements finals | Tony Martin        | Philippe Gilbert      | Tom Dumoulin                 | Yves Lampaert                |                         |

## Liste des participants
| Légende | Légende                                                                                                  | Légende | Légende                                                                                         |
| ------- | --- | ------- | ----------------------------------------------------------------------------------------------- |
| Num     | Dossard de départ porté par le coureur sur ce Tour de Belgique                                           | Pos     | Position finale au classement général                                                           |
|         | Indique le vainqueur du classement général                                                               |         | Indique le vainqueur du classement de la combativité                                            |
|         | Indique le vainqueur du classement des sprints                                                           |         | Indique le vainqueur du classement du meilleur jeune                                            |
| #       | Indique la meilleure équipe                                                                              |         |                                                                                                 |
| NP      | Indique un coureur qui n'a pas pris le départ d'une étape, suivi du numéro de l'étape où il s'est retiré | AB      | Indique un coureur qui n'a pas terminé une étape, suivi du numéro de l'étape où il s'est retiré |
| HD      | Indique un coureur qui a terminé une étape hors des délais, suivi du numéro de l'étape                   | *       | Indique un coureur en lice pour le maillot blanc (coureurs nés après le 1er janvier 1989)       |

| Omega Pharma-Quick Step OPQ | Omega Pharma-Quick Step OPQ   | Omega Pharma-Quick Step OPQ |
| --------------------------- | ----------------------------- | --------------------------- |
| Num                         | Coureur                       | Pos                         |
| 1                           | Tony Martin (GER) (Clm) (Clm) | 1er                         |
| 2                           | Gianni Meersman (BEL)         | 62e                         |
| 3                           | Tom Boonen (BEL)              |                             |
| 4                           | Niki Terpstra (NED)           | 9e                          |
| 5                           | Jan Bakelants (BEL)           | 13e                         |
| 6                           | Gert Steegmans (BEL)          |                             |
| 7                           | Stijn Vandenbergh (BEL)       |                             |
| 8                           | Andrew Fenn (GBR)             |                             |

| Lotto-Belisol LTB | Lotto-Belisol LTB           | Lotto-Belisol LTB |
| ----------------- | --------------------------- | ----------------- |
| Num               | Coureur                     | Pos               |
| 11                | André Greipel (GER) (Route) |                   |
| 12                | Jürgen Roelandts (BEL)      | 54e               |
| 13                | Kris Boeckmans (BEL)        | 61e               |
| 14                | Marcel Sieberg (GER)        |                   |
| 15                | Stig Broeckx (BEL)          |                   |
| 16                | Gregory Henderson (NZL)     | 35e               |
| 17                | Jens Debusschere (BEL)      | 56e               |
| 18                | Pim Ligthart (NED)          | 34e               |

| BMC Racing BMC | BMC Racing BMC             | BMC Racing BMC |
| -------------- | -------------------------- | -------------- |
| Num            | Coureur                    | Pos            |
| 21             | Philippe Gilbert (BEL)     | 4e             |
| 22             | Greg Van Avermaet (BEL)    | 10e            |
| 23             | Klaas Lodewyck (BEL)       |                |
| 24             | Marcus Burghardt (GER)     |                |
| 25             | Steve Cummings (GBR)       | NP-2           |
| 26             | Silvan Dillier (SUI)*      | 22e            |
| 27             | Rick Zabel (GER)*          |                |
| 28             | Thor Hushovd (NOR) (Route) |                |

| Belkin BEL | Belkin BEL            | Belkin BEL |
| ---------- | --------------------- | ---------- |
| Num        | Coureur               | Pos        |
| 31         | Sep Vanmarcke (BEL)   | 17e        |
| 32         | Maarten Wynants (BEL) | 55e        |
| 33         | Theo Bos (NED)        |            |
| 34         | Paul Martens (GER)    | 15e        |
| 35         | Bram Tankink (NED)    | 16e        |
| 36         | Graeme Brown (AUS)    |            |
| 37         | Robert Wagner (GER)   |            |
| 38         | Barry Markus (NED)*   |            |

| Giant-Shimano GIA | Giant-Shimano GIA      | Giant-Shimano GIA |
| ----------------- | ---------------------- | ----------------- |
| Num               | Coureur                | Pos               |
| 41                | Tom Dumoulin (NED)*    | 2e                |
| 42                | Dries Devenyns (BEL)   | 20e               |
| 43                | Roy Curvers (NED)      |                   |
| 44                | Koen de Kort (NED)     | 46e               |
| 45                | Jonas Ahlstrand (SWE)* |                   |
| 46                | Brian Bulgaç (NED)     |                   |
| 47                | Chad Haga (USA)        | 57e               |
| 48                | Ji Cheng (CHN)         |                   |

| Astana AST | Astana AST              | Astana AST |
| ---------- | ----------------------- | ---------- |
| Num        | Coureur                 | Pos        |
| 51         | Tanel Kangert (EST)     |            |
| 52         | Dmitriy Muravyev (KAZ)  |            |
| 53         | Andrea Guardini (ITA)   |            |
| 54         | Francesco Gavazzi (ITA) | 25e        |
| 55         | Evan Huffman (USA)*     |            |
| 56         | Jacopo Guarnieri (ITA)  |            |
| 57         | Arman Kamyshev (KAZ)*   | 60e        |
| 58         |                         |            |

| Topsport Vlaanderen-Baloise TSV | Topsport Vlaanderen-Baloise TSV | Topsport Vlaanderen-Baloise TSV |
| ------------------------------- | ------------------------------- | ------------------------------- |
| Num                             | Coureur                         | Pos                             |
| 61                              | Kenneth Vanbilsen (BEL)*        |                                 |
| 62                              | Jelle Wallays (BEL)*            |                                 |
| 63                              | Edward Theuns (BEL)*            | 18e                             |
| 64                              | Michael Van Staeyen (BEL)       |                                 |
| 65                              | Gijs Van Hoecke (BEL)*          |                                 |
| 66                              | Yves Lampaert (BEL)*            | 38e                             |
| 67                              | Victor Campenaerts (BEL)*       | 40e                             |
| 68                              | Pieter Vanspeybrouck (BEL)      |                                 |

| Wanty-Groupe Gobert WGG | Wanty-Groupe Gobert WGG  | Wanty-Groupe Gobert WGG |
| ----------------------- | ------------------------ | ----------------------- |
| Num                     | Coureur                  | Pos                     |
| 71                      | Björn Leukemans (BEL)    | 29e                     |
| 72                      | Laurens De Vreese (BEL)  | 28e                     |
| 73                      | Fréderique Robert (BEL)  |                         |
| 74                      | Jan Ghyselinck (BEL)     | 8e                      |
| 75                      | Frederik Veuchelen (BEL) | 48e                     |
| 76                      | Danilo Napolitano (ITA)  |                         |
| 77                      | Mirko Selvaggi (ITA)     | 27e                     |
| 78                      | Tim De Troyer (BEL)*     |                         |

| IAM | IAM                          | IAM |
| --- | ---------------------------- | --- |
| Num | Coureur                      | Pos |
| 81  | Sylvain Chavanel (FRA) (Clm) | 3e  |
| 82  | Thomas Lövkvist (SUI)        |     |
| 83  | Martin Elmiger (SUI)         |     |
| 84  | Kevyn Ista (BEL)             |     |
| 85  | Matthias Brändle (AUT)*      | 5e  |
| 86  | Marcel Aregger (SUI)*        |     |
| 87  | Reto Hollenstein (SUI)*      | 36e |
| 88  | Pirmin Lang (SUI)*           |     |

| Androni Giocattoli-Venezuela AND | Androni Giocattoli-Venezuela AND | Androni Giocattoli-Venezuela AND |
| -------------------------------- | -------------------------------- | -------------------------------- |
| Num                              | Coureur                          | Pos                              |
| 91                               | Kenny van Hummel (NED)           | DSQ-2                            |
| 92                               | Tiziano Dall'Antonia (ITA)       |                                  |
| 93                               | Omar Bertazzo (ITA)              |                                  |
| 94                               | Gianfranco Zilioli (ITA)*        | 33e                              |
| 95                               | Andrea Zordan (ITA)*             |                                  |
| 96                               | Antonio Parrinello (ITA)         | 32e                              |
| 97                               | Patrick Facchini (ITA)           | 31e                              |
| 97                               | Nicola Testi (ITA)*              |                                  |

| Neri Sottoli NRI | Neri Sottoli NRI        | Neri Sottoli NRI |
| ---------------- | ----------------------- | ---------------- |
| Num              | Coureur                 | Pos              |
| 101              | Francesco Chicchi (ITA) |                  |
| 102              | Francesco Failli (ITA)  | 59e              |
| 103              | Rafael Andriato (BRA)   |                  |
| 104              | Andrea Dal Col (ITA)*   |                  |
| 105              | Fabio Taborre (ITA)     | 50e              |
| 106              | Tomás Gil (VEN)         |                  |
| 107              | Giuseppe Fonzi (ITA)    |                  |
| 108              | Mirko Tedeschi (ITA)*   |                  |

| RusVelo RVL | RusVelo RVL               | RusVelo RVL |
| ----------- | ------------------------- | ----------- |
| Num         | Coureur                   | Pos         |
| 111         | Artem Ovechkin (RUS)      | 7e          |
| 112         | Andrey Solomennikov (RUS) |             |
| 113         | Sergey Firsanov (RUS)     | 21e         |
| 114         | Ivan Balykin (ITA)*       |             |
| 115         | Ilnur Zakarin (RUS)*      | 19e         |
| 116         | Sergueï Lagoutine (RUS)   |             |
| 117         | Roman Maikin (RUS)*       |             |
| 118         | Kirill Pozdnyakov (RUS)   | 52e         |

| Cofidis COF | Cofidis COF             | Cofidis COF |
| ----------- | ----------------------- | ----------- |
| Num         | Coureur                 | Pos         |
| 121         | Romain Zingle (BEL)     | 51e         |
| 122         | Edwig Cammaerts (BEL)   |             |
| 123         | Egoitz García (ESP)     | 43e         |
| 124         | Cyril Lemoine (FRA)     | 6e          |
| 125         | Rudy Molard (FRA)*      | 30e         |
| 126         | Florian Sénéchal (FRA)* | 11e         |
| 127         | Louis Verhelst (BEL)*   |             |
| 127         | Julien Fouchard (FRA)   | 45e         |

| BKCP-Powerplus BKP | BKCP-Powerplus BKP        | BKCP-Powerplus BKP |
| ------------------ | ------------------------- | ------------------ |
| Num                | Coureur                   | Pos                |
| 131                | Philipp Walsleben (GER)   |                    |
| 132                | Wietse Bosmans (BEL)      | 24e                |
| 133                | David van der Poel (NED)* | 23e                |
| 134                |                           |                    |
| 135                | Lubomír Petruš (CZE)*     |                    |
| 136                | Daan Hoeyberghs (BEL)*    |                    |
| 137                | Vincent Baestaens (BEL)   |                    |
| 138                |                           |                    |

| Vastgoedservice-Golden Palace Continental VGS | Vastgoedservice-Golden Palace Continental VGS | Vastgoedservice-Golden Palace Continental VGS |
| --------------------------------------------- | --------------------------------------------- | --------------------------------------------- |
| Num                                           | Coureur                                       | Pos                                           |
| 141                                           | Kevin Hulsmans (BEL)                          | AB-2                                          |
| 142                                           | Kevin Peeters (BEL)                           |                                               |
| 143                                           | Alexander Cools (BEL)*                        |                                               |
| 144                                           | Sander Cordeel (BEL)                          | 12e                                           |
| 145                                           | Kurt Geysen (BEL)                             |                                               |
| 146                                           | Joeri Adams (BEL)*                            |                                               |
| 147                                           | Rob Ruijgh (NED)                              | 14e                                           |
| 148                                           | Alphonse Vermote (BEL)*                       |                                               |

| Kwadro-Stannah KWS | Kwadro-Stannah KWS      | Kwadro-Stannah KWS |
| ------------------ | ----------------------- | ------------------ |
| Num                | Coureur                 | Pos                |
| 151                | Martin Bína (CZE)       | 26e                |
| 152                | Radomír Šimůnek (CZE)   |                    |
| 153                | Julien Taramarcaz (SUI) |                    |
| 154                | Marcel Meisen (GER)     | 39e                |
| 155                | Laurens Sweeck (BEL)*   | 49e                |
| 156                | Diether Sweeck (BEL)*   |                    |
| 157                | Kevin Cant (BEL)        |                    |
| 158                | Joeri Hofman (BEL)*     |                    |

| 3M MMM | 3M MMM                    | 3M MMM |
| ------ | ------------------------- | ------ |
| Num    | Coureur                   | Pos    |
| 161    | Gerry Druyts (BEL)*       | 41e    |
| 162    | Timothy Stevens (BEL)     |        |
| 163    | Gertjan De Vos (BEL)*     |        |
| 164    | Egidijus Juodvalkis (LTU) | 53e    |
| 165    | Jimmy Janssens (BEL)      |        |
| 166    | Christophe Sleurs (BEL)*  |        |
| 167    | Tim Vanspeybroeck (BEL)*  |        |
| 168    | Stef Van Zummeren (BEL)*  |        |

| Cibel CIB | Cibel CIB                      | Cibel CIB |
| --------- | ------------------------------ | --------- |
| Num       | Coureur                        | Pos       |
| 171       | Oliver Naesen (BEL)*           |           |
| 172       | Thomas Ongena (BEL)            |           |
| 173       | Kevin Callebaut (BEL)*         |           |
| 174       | Bjorn De Decker (BEL)          |           |
| 175       | Kenny Goossens (BEL)*          |           |
| 176       | Matthias Van Holderbeke (BEL)* |           |
| 177       | Jori Van Steenberghen (BEL)    | 58e       |
| 178       | Matthias Ongena (BEL)          |           |

| Wallonie-Bruxelles WBC | Wallonie-Bruxelles WBC   | Wallonie-Bruxelles WBC |
| ---------------------- | ------------------------ | ---------------------- |
| Num                    | Coureur                  | Pos                    |
| 181                    | Frédéric Amorison (BEL)  |                        |
| 182                    | Sébastien Delfosse (BEL) |                        |
| 183                    | Antoine Demoitié (BEL)*  |                        |
| 184                    | Boris Dron (BEL)*        |                        |
| 185                    | Tom Dernies (BEL)*       |                        |
| 186                    | Robin Stenuit (BEL)      |                        |
| 187                    | Jonathan Dufrasne (BEL)  |                        |
| 188                    | Laurent Évrard (BEL)     | 37e                    |

| Veranclassic-Doltcini VER | Veranclassic-Doltcini VER | Veranclassic-Doltcini VER |
| ------------------------- | ------------------------- | ------------------------- |
| Num                       | Coureur                   | Pos                       |
| 191                       | Gorik Gardeyn (BEL)       |                           |
| 192                       | Serge Dewortelaer (BEL)   |                           |
| 193                       | Tom Goovaerts (BEL)       |                           |
| 194                       | Bob Schoonbroodt (NED)*   | 44e                       |
| 195                       | Wouter Mol (NED)          | 47e                       |
| 196                       | Rick Ottema (NED)         |                           |
| 197                       | Joeri Stallaert (BEL)     |                           |
| 198                       | Sascha Weber (GER)        | 42e                       |